# Waianae
Waianae (Waiʻanae) – jednostka osadnicza w Stanach Zjednoczonych, w stanie Hawaje, na wyspie Oʻahu, w hrabstwie Honolulu.